# Sér Sáh Szúri szúri szultán
Sér Sáh Szúri  (hindi:  शेरशाह सूरी,  perzsául:شیر شاہ سوری - Šīr Šāh Sūrī Szaszaram, 1486 – Kalindzsár, 1545. május 22.)  indiai uralkodó volt, aki félreállította a Mogul Birodalom második uralkodóját, Humájunt, és saját dinasztiáját (Szúri-dinasztia) juttatta 15 évre hatalomra. Farid Khán és Sír Khán (a. m. tigris, a király) néven is ismert, eredeti neve Farid-ud-din Abul Muzaffar volt. Dinasztiájának uralmát végül a mogulok uralmát restauráló Humájun és Nagy Akbar törte meg. Akbár a Sér Sáh által végrehajtott adó- és pénzügyi reform alapjain szervezte meg és virágoztatta fel a Mogul Birodalmat.